# Royan
Royan é uma comuna francesa, situada no departamento de Charente-Maritime, na região administrativa da Nova Aquitânia. A comuna de Royan e situada no estuario da Girunda, a proximidade do oceano Atlantico. A cidade dispõe de 5 belíssimas praias. E uma zona mais turística com monumentos de arte moderna.

## Geografia e demografia
A cidade tem cerca de 17.875 habitantes (2011), enquanto que a área metropolitana conta com cerca de 30 000 residentes.
A comuna estende-se por uma área de 19,30 km² segundo os censos de 2005, com uma densidade 926.2 hab/km².

## Monumentos
- Igreja de Nossa-Senhora de Royan
- Igreja do Parc
- Porto

## Ferrovia
Em termos ferroviários, a cidade possui ligações  a Paris, La Rochela, Bordéus via la cidade de Saintes. Ainda em projecto está a ferrovia de alta velocidade (TGV)